# 小行星6627
小行星6627是一颗围绕太阳公转的小行星。1981年3月27日，茲丹卡·瓦弗洛娃在克萊季发现了此天体。
这颗小行星的绝对星等为117.6958621889629等。